# Otok (numizmatyka)
Otok – linia biegnąca wzdłuż krawędzi monety zabezpieczająca ją przed nadmiernym wycieraniem się. Podstawowe typy otoku to liniowy i perłowy.